# Charles Noel Frank Broad
Sir Charles Noel Frank Broad, britanski general, * 1882, † 1976.